# Westland Marathon (hardloopwedstrijd)

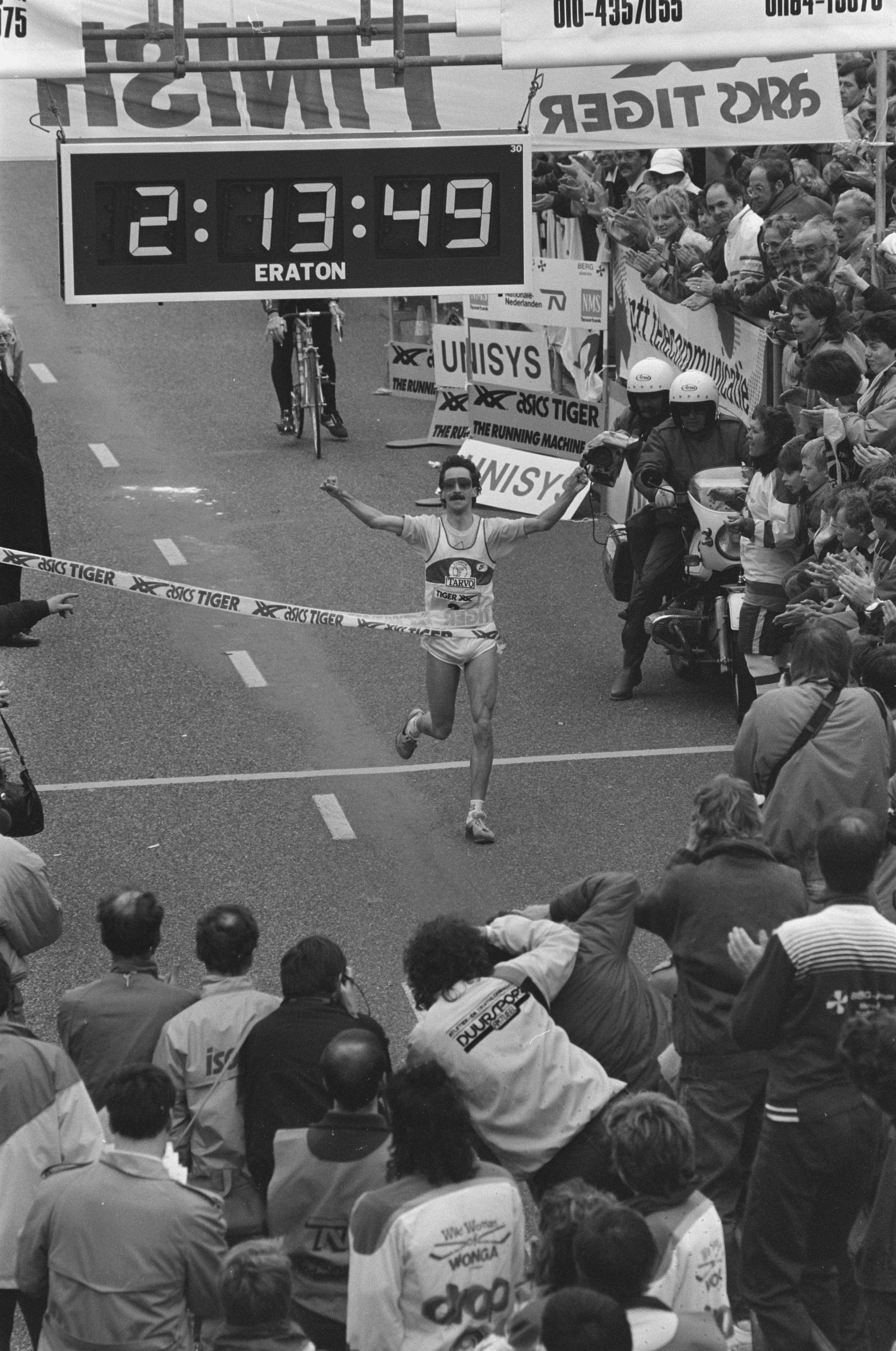
Marti ten Kate wint de Westland Marathon van 1987

De Westland Marathon is een hardloopwedstrijd over 42,195 km, die tussen 1969 en 1997 jaarlijks in het Westland werd gehouden.

Tot en met 1992 lagen start en finish in Maassluis, daarna in Naaldwijk.

In 1981, 1986 en 1990 werd in deze wedstrijd tevens het Nederlands kampioenschap marathon gehouden.
De wedstrijd werd vijfmaal gewonnen door de Nederlander Cor Vriend.
Op zondag 25 mei 2014 werd in het kader van het 400-jarig bestaan van de gemeente Maassluis eenmalig de Westland Marathon nieuw leven ingeblazen.

## Parcoursrecords
- Mannen - 2:11.41 Cor Vriend  Nederland (7 april 1984)
- Vrouwen - 2:33.55 Simona Staicu  Roemenië (8 april 1995)

## Winnaars
| Editie | Jaar          | Snelste man         | Land                | Tijd          | Snelste vrouw      | Land          | Tijd          |
| ------ | ------------- | ------------------- | ------------------- | ------------- | ------------------ | ------------- | ------------- |
| 29     | 25 mei 2014   | Erwin Harmes        | Nederland           | 2:35.10       | Angeli de Koning   | Nederland     | 3:19.58       |
| 28     | 12 april 1997 | Vladimir Tonchinski | Wit-Rusland         | 2:13.18       | Mieke Pullen       | Nederland     | 2:36.51       |
| 27     | 13 april 1996 | Tadesse Woldemeskle | Ethiopië            | 2:14.04       | Linda Milo         | België        | 2:37.53       |
| 26     | 8 april 1995  | Ronny Ligneel       | België              | 2:15.40       | Simona Staicu      | Roemenië      | 2:33.55       |
| 25     | 19 maart 1994 | Peter Fleming       | Verenigd Koninkrijk | 2:14.03       | Zinaida Semyonova  | Rusland       | 2:36.42       |
| 24     | 27 maart 1993 | Marnix Goegebeur    | België              | 2:13.27       | Agota Farkas       | Hongarije     | 2:37.12       |
| 23     | 23 mei 1992   | Yuri Pavlov         | Rusland             | 2:19.47       | Natalia Balyakina  | Rusland       | 2:58.07       |
| 22     | 13 april 1991 | Dirk Vanderherten   | België              | 2:15.33       | Krysztyna Kuta     | Polen         | 2:47.36       |
| 21     | 7 april 1990  | Mohammed Salmi      | Algerije            | 2:14.48       | Romjana Panovska   | Bulgarije     | 2:39.01       |
| 20     | 8 april 1989  | John Vermeule       | Nederland           | 2:12.22       | Sirje Eichelmann   | Estland       | 2:46.05       |
| 19     | 9 april 1988  | Cor Saelmans        | België              | 2:13.12       | Ilona Janko        | Hongarije     | 2:42.16       |
| 18     | 11 april 1987 | Marti ten Kate      | Nederland           | 2:13.49       | Heather MacDuff    | Engeland      | 2:40.35       |
| 17     | 12 april 1986 | Alex Hagelsteens    | België              | 2:14.45       | Eefje van Wissen   | Nederland     | 2:40.07       |
| 16     | 13 april 1985 | John-Andrew Boyes   | Engeland            | 2:13.20       | Annie van Stiphout | Nederland     | 2:41.10       |
| 15     | 7 april 1984  | Cor Vriend          | Nederland           | 2:11.41       | Jarmila Urbanova   | Tsjechië      | 2:40.07       |
| 14     | 2 april 1983  | Cor Vriend          | Nederland           | 2:13.29       | Tine Bronswijk     | Nederland     | 3:10.38       |
| 13     | 10 april 1982 | Cor Vriend          | Nederland           | 2:13.28       | Denise Alfvoet     | België        | 2:57.59       |
| 12     | 11 april 1981 | Cor Vriend          | Nederland           | 2:17.06       | Dorette Janssens   | België        | 3:06.13       |
| 11     | 12 april 1980 | Jørn Lauenborg      | Denemarken          | 2:17.30       | Tine Bronswijk     | Nederland     | 3:35.58       |
| 10     | 21 april 1979 | Julien Grimon       | België              | 2:19.24       | Dorette Janssens   | België        | 3:12.20       |
| 9      | 15 april 1978 | Veli Balli          | Turkije             | 2:16.11       | Tine Bronswijk     | Nederland     | 3:32.05       |
| 8      | 16 april 1977 | Cor Vriend          | Nederland           | 2:21.40       |                    |               |               |
| 7      | 10 april 1976 | Joe Keating         | Verenigd Koninkrijk | 2:22.47       |                    |               |               |
|        | 1975          | niet gehouden       | niet gehouden       | niet gehouden | niet gehouden      | niet gehouden | niet gehouden |
| 6      | 11 mei 1974   | Antonio Mangano     | Italië              | 2:21.11       |                    |               |               |
| 5      | 19 mei 1973   | Jeffrey Norman      | Engeland            | 2:18.13       |                    |               |               |
| 4      | 27 mei 1972   | Geert Jansen        | Nederland           | 2:21.20       |                    |               |               |
| 3      | 22 mei 1971   | Georg Förster       | Oostenrijk          | 2:25.44       |                    |               |               |
| 2      | 23 mei 1970   | Wim Hol             | Nederland           | 2:28.52       |                    |               |               |
| 1      | 7 juni 1969   | Hans van Kasteren   | Nederland           | 2:32.43       |                    |               |               |

1969 ·
1970 ·
1971 ·
1972 ·
1973 ·
1974 ·
1975 ·
1976 ·
1977 ·
1978 ·
1979 ·
1980 ·
1981 ·
1982 ·
1983 ·
1984 ·
1985 ·
1986 ·
1987 ·
1988 ·
1989 ·
1990 ·
1991 ·
1992 ·
1993 ·
1994 ·
1995 ·
1996 ·
1997 ·
2014
Actief:
Amsterdam ·
Burgh-Haamstede ·
Eindhoven ·
Enschede ·
Etten-Leur ·
Hilvarenbeek ·
Hoorn ·
Leiden ·
Oosterbierum ·
Rotterdam ·
Spijkenisse ·
Terneuzen ·
Terschelling ·
Utrecht ·
Zaltbommel

Niet meer actief:
Apeldoorn ·
Den Haag ·
Den Haag (strand) ·
Groningen Stad Marathon ·
Hoofddorp ·
Klazienaveen ·
Leeuwarden ·
Maassluis ·
Meerssen ·
Noordseschut ·
Scheveningen-Zandvoort ·
Schoorl ·